# Église Notre-Dame de Plaisance
L'église Notre-Dame ou de l'Immaculée-Conception de Plaisance est une église catholique sur le territoire de la commune de Plaisance.

## Localisation
L'église est située dans le département du Gers, sur la commune de Plaisance, en France.

## Histoire
Il existe depuis le début du XIIe siècle, une petite église romane, Sainte-Quitterie, qui était sous le patronage des  chanoines de l'Abbaye de La Case Dieu  et une chapelle Saint-Nicolas, dont ne subsiste aujourd'hui qu'une porte qui orne maintenant la façade sud de la Mairie. Au début du XIXe siècle, compte tenu du développement de Plaisance et de l'état de délabrement de Sainte-Quitterie, le maire et conseiller général du Gers, Joseph Louis Lanafoërt, décide lors du conseil municipal du 3 mai 1838, la construction d'une nouvelle église sur les plans présentés par l'architecte Barré. Le manque de financement et des atermoiements sur le lieu de son emplacement, font que pendant 16 ans, trois maires successifs vont s'occuper du dossier, Pierre Ducos (1842-1848), Jean François Doat (1848-1852), et Pierre Maur (1852-1864).
C'est sous le mandat de ce dernier que l'église s'achève partiellement (1854-1862), date à laquelle elle est consacrée et dédiée à l'Immaculée Conception mais ne sera terminé qu'en 1870 sous le mandat d'un quatrième maire, Alfred Sabail (1870-1871). Soit 16 ans après le début de sa construction, et 32 ans après la décision de construire une nouvelle église. Neuf ans ayant été nécessaire pour simplement décider de son emplacement au sud de la nouvelle place.
Elle devait se retrouver sous la Troisième République, au centre d'un ensemble monumental qui prolonge la place à arcane déjà existante, par de nouvelles maisons et galeries. Le projet monumental (1883), ne vit jamais le jour, compte tenu de la crise du développement de plaisance au début du XXe siècle. Enfin, c'est seulement dans les années 1890 que les sculptures des chapiteaux des piliers sont mis en place.

## Architecture
Après la participation au projet initial de l'architecte Barré, elle est finalement réalisée par l'architecte diocésain Hippolyte Duran. Architecte, notamment, du château de Monte-Cristo, pour Alexandre Dumas et de la basilique de l'Immaculée-Conception de Lourdes.
Elle est de style néogothique du Second Empire. C'est une grande église avec une nef très lumineuse, longue de 25 mètres, large de 9 et haute de 16. Elle comporte cinq travées. Huit piliers soutiennent les croisées d'ogives. On remarque les superbes vitraux et les sculptures des chapiteaux des piliers.

### Extérieur

#### Tympan
Sur le tympan est représenté Jésus-Christ avec des petits enfants symbolisant l'évangile selon saint Marc (10, 13-16) ou l'évangile selon saint Matthieu (19, 13-15) : « Laissez les enfants venir à moi. Ne les empêchez pas, car le royaume de Dieu est à ceux qui leur ressemblent. Amen, je vous le dis : Celui qui n’accueille pas le royaume de Dieu à la manière d’un enfant n’y entrera pas.,»

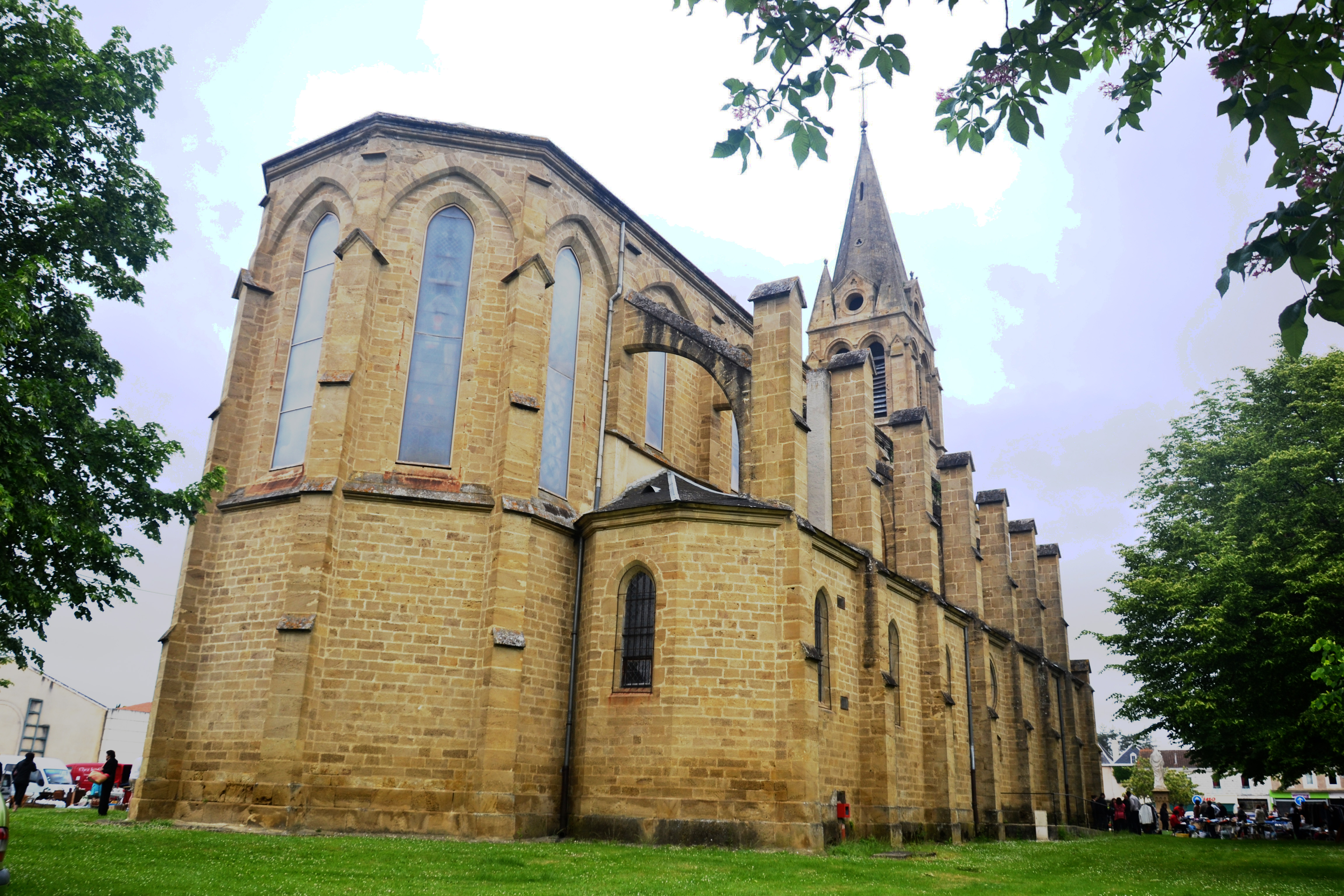
Le chevet
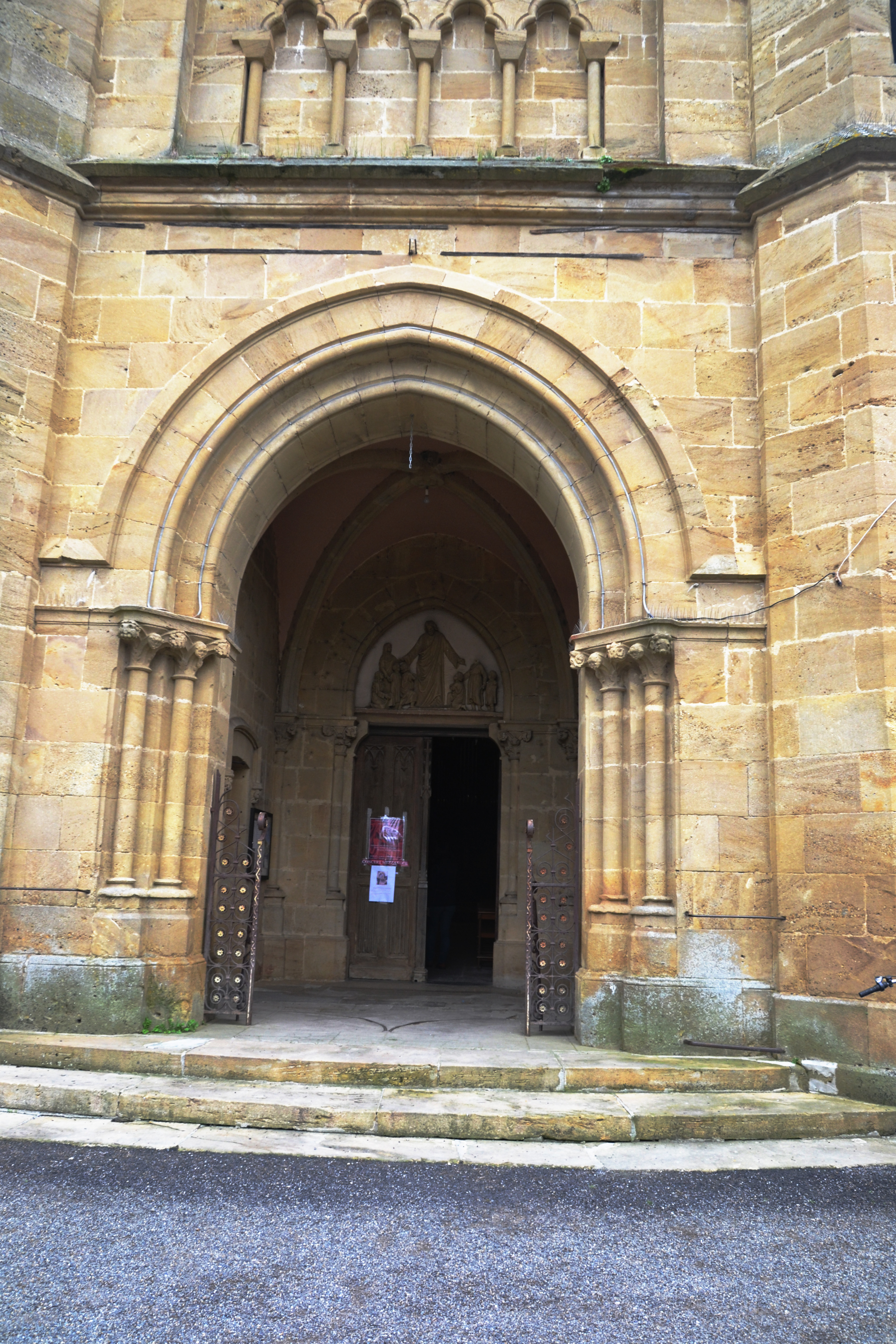
Le porche
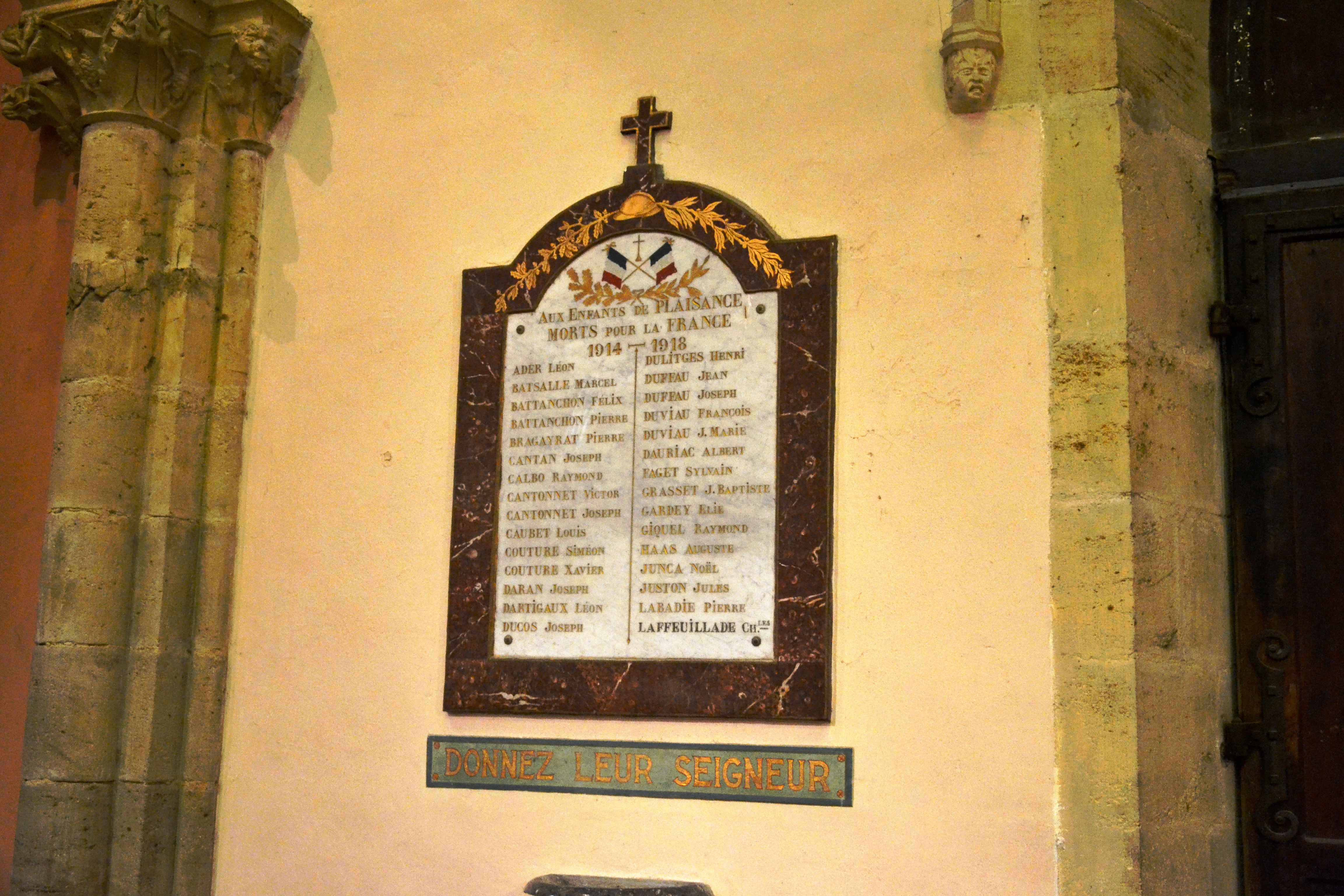
Plaque souvenir en marbre pour les habitants de la commune mort pour la France lors de la première guerre mondiale
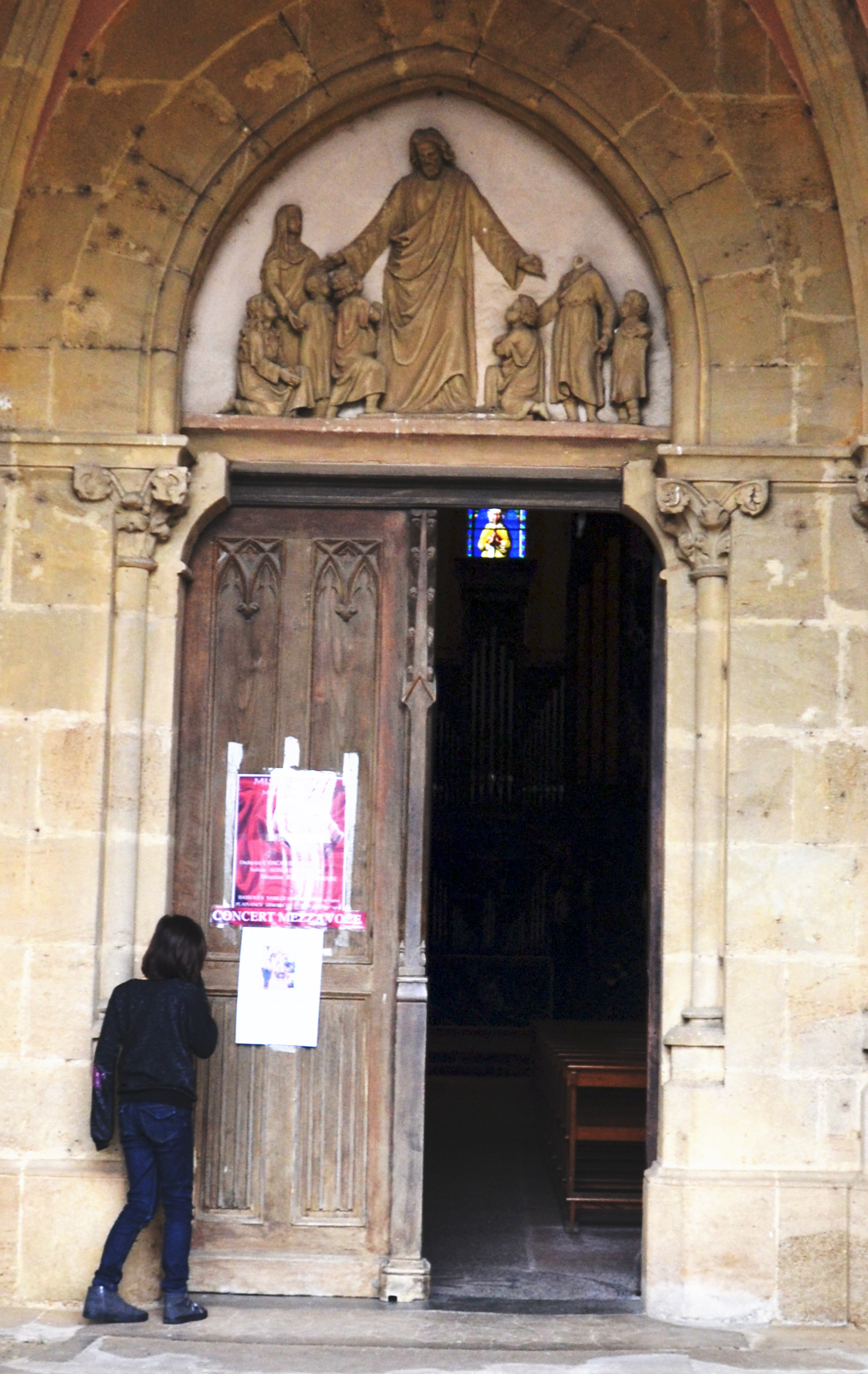
Tympan du portail d'entrée.
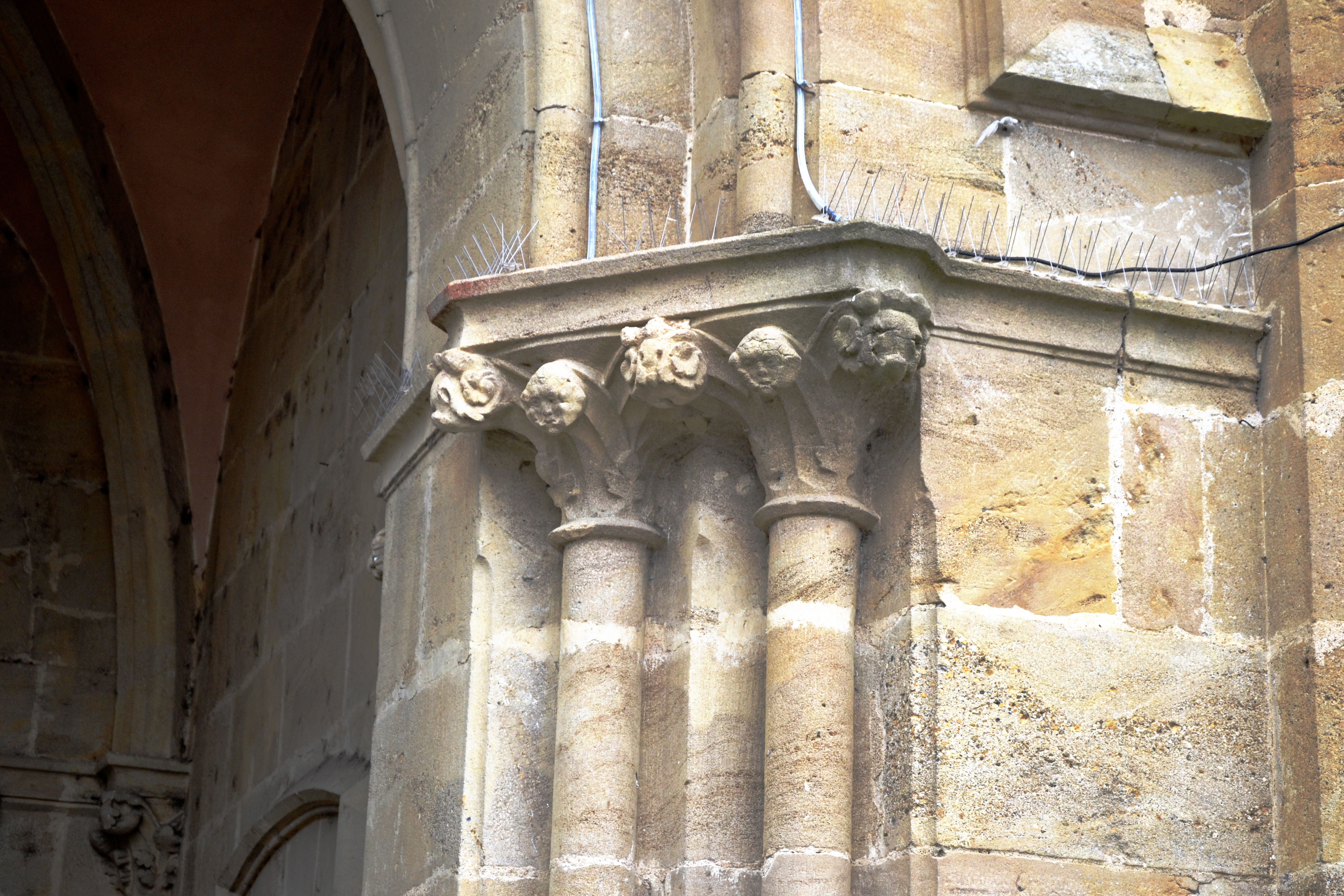
Chapiteaux du portail
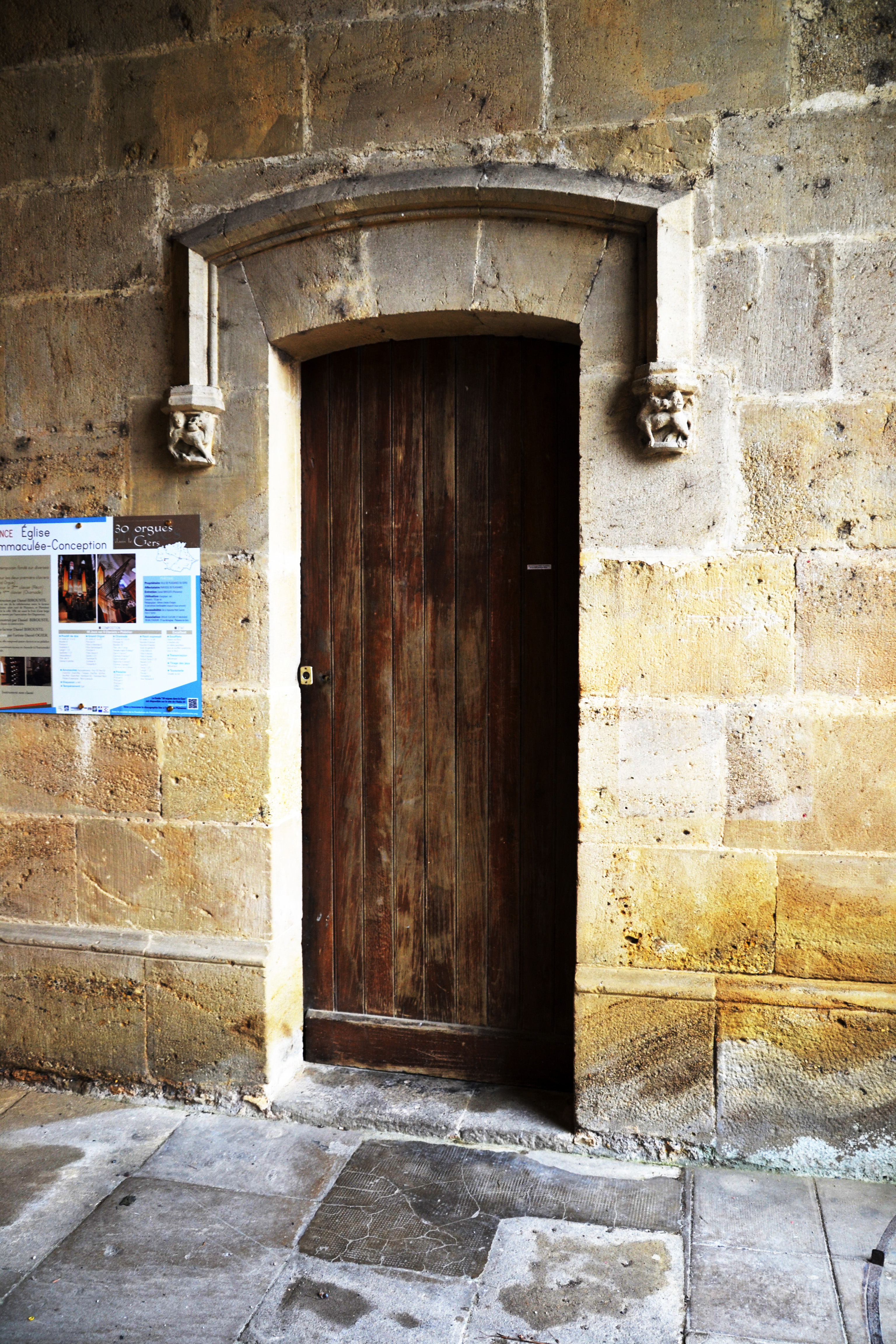
Porte de la sacristie

### Les vitraux
L'église compte 39 vitraux. ils ont été réalisés par quatre artistes différents :
- les vitraux des collatéraux, réalisés par Louis Bordieu (1830-1878), représentent les douze Apôtres.

- les hauts vitraux de la nef, réalisés par Louis-Victor Gesta (1828-1894), représentent les litanies de la Vierge.

- les grands vitraux du chevet, réalisés par Joseph (1803-1883) et Bernard (1816-1891) Goussard, ce sont les vitraux les plus grands et les plus beaux, orientés sud, ils éclairent le chœur de l'église mais ont été partiellement masqués par le grand orgue de l'église en 1988.

Le vitrail central représente la vierge de l'Immaculée Conception qui a donné le nom à l'église. À gauche et à droite du vitrail central, un vitrail représente Saint-Pierre et un autre Saint-Louis . Les deux autres grands vitraux latéraux sont faits en chiaroscuro, ou clair-obscur.
On remarque  les noms des commanditaires sur le vitrail central :
- M. Jean-Pierre Palanque, curé de Plaisance
- M. Pierre Maur, maire de Plaisance de 1852 à 1864.
- M. Etienne Brocqua, capitaine en retraite.
- Mlle Louise Doat, (1845-1892) mécène et collectionneuse, fille de Jean François Doat, conseiller général du Gers pour le canton de Plaisance (1858-1869), et de Elmire Lanafoërt. Elle est l'épouse de Alfred Sabail.

### Les vitraux du clocher
À l'origine, ils représentent Saint-Nicolas et Sainte-Quitterie, en hommage aux deux anciennes églises disparues ; détériorés par le temps, ils ont été remplacés par des vitraux de Daniel Ogier en 1989, qui représentent, le thème de l'Ascension.

### Les sculptures des chapiteaux et les statues de l'esplanade (1890-1901) d'Antonin Baux
Réalisés par Antonin Baux (1828-1907), les chapiteaux des piliers comportent de très belles sculptures représentant différentes figures de la liturgie et des notables locaux.

Deux statues, également d'Antonin Baux, se trouvent sur l'esplanade devant l'église, représentent l'une la Vierge Marie, l'autre Jeanne d'Arc (détériorée en 2003, et remplacée par une sculpture de Colas).

Les chapiteaux
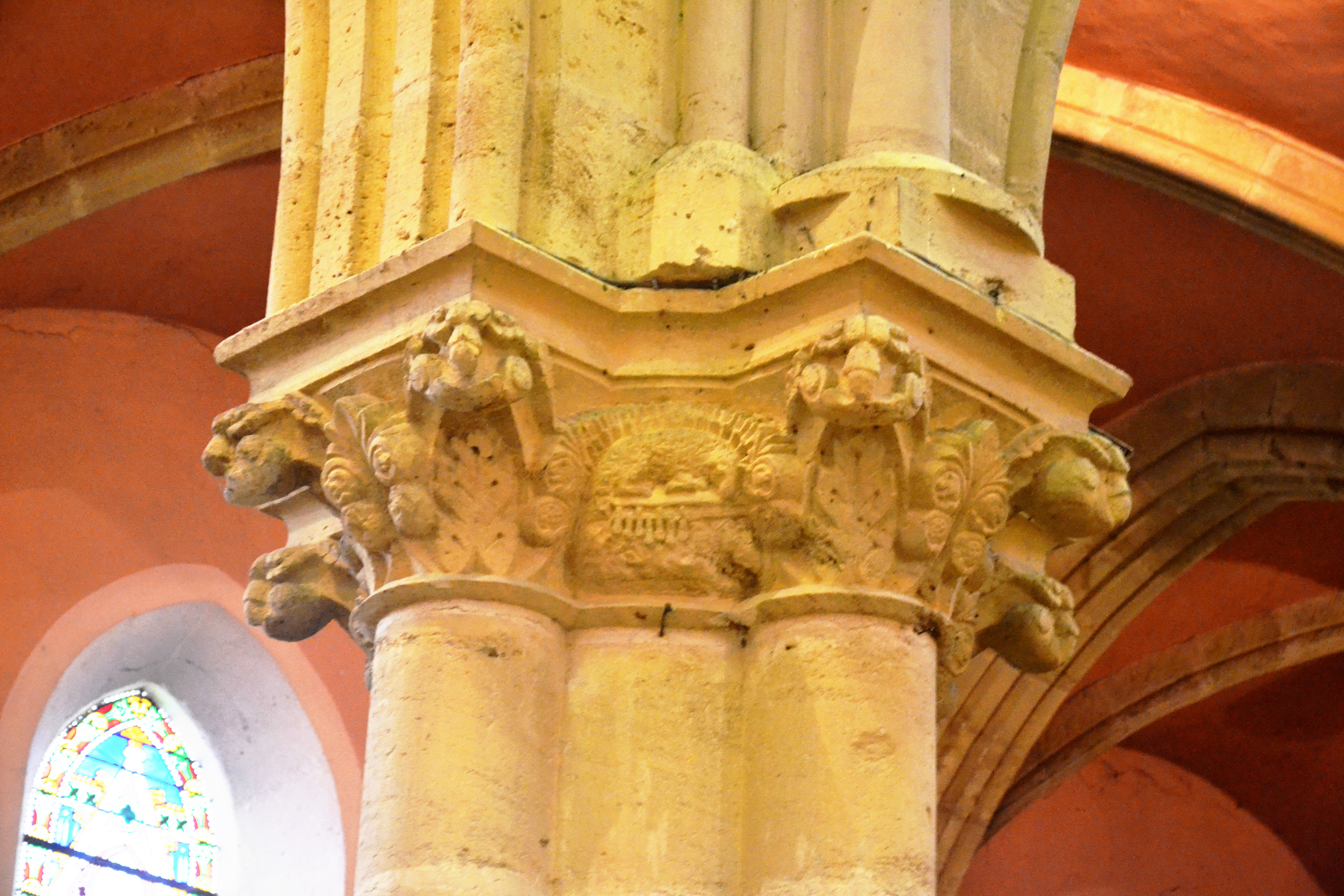
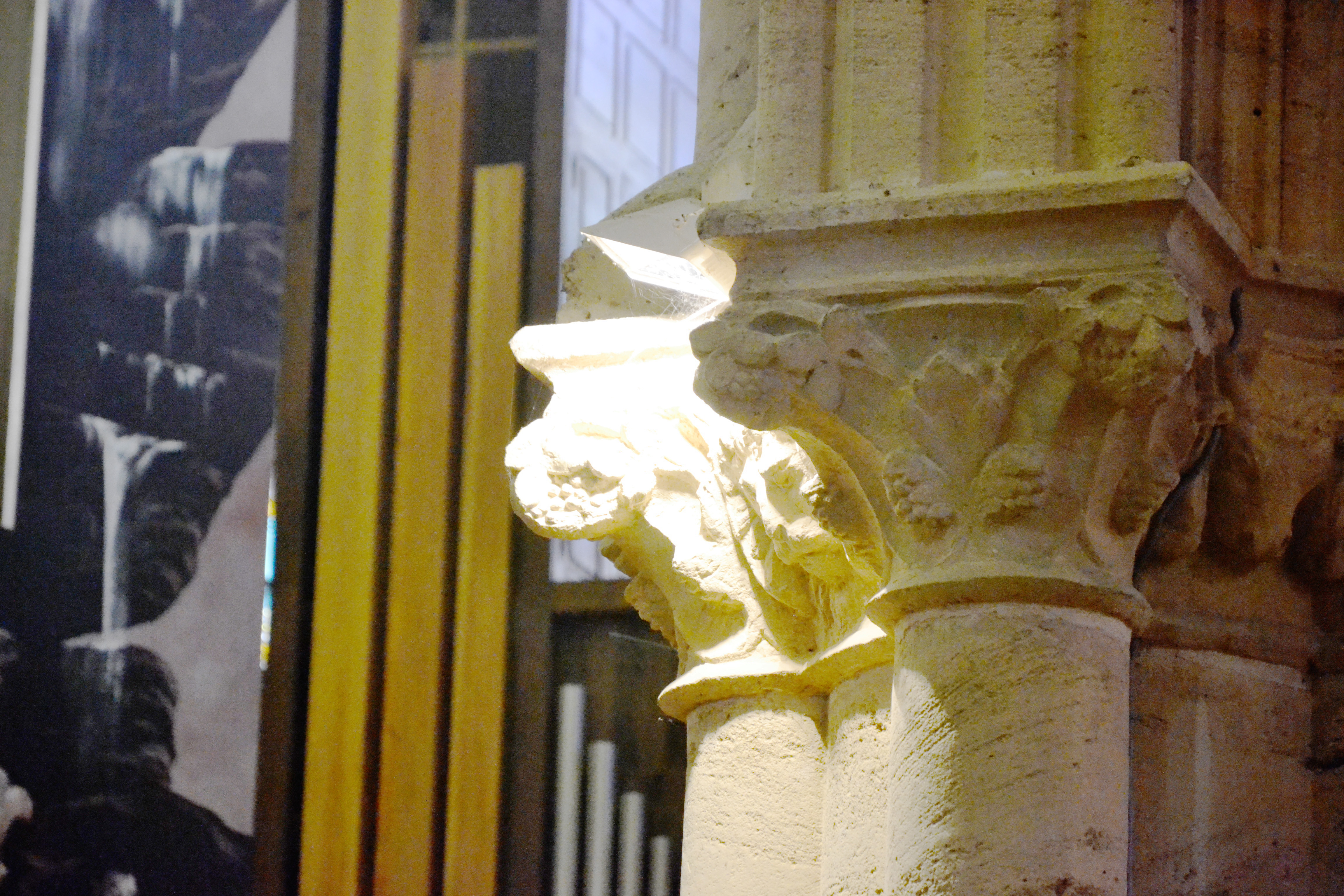
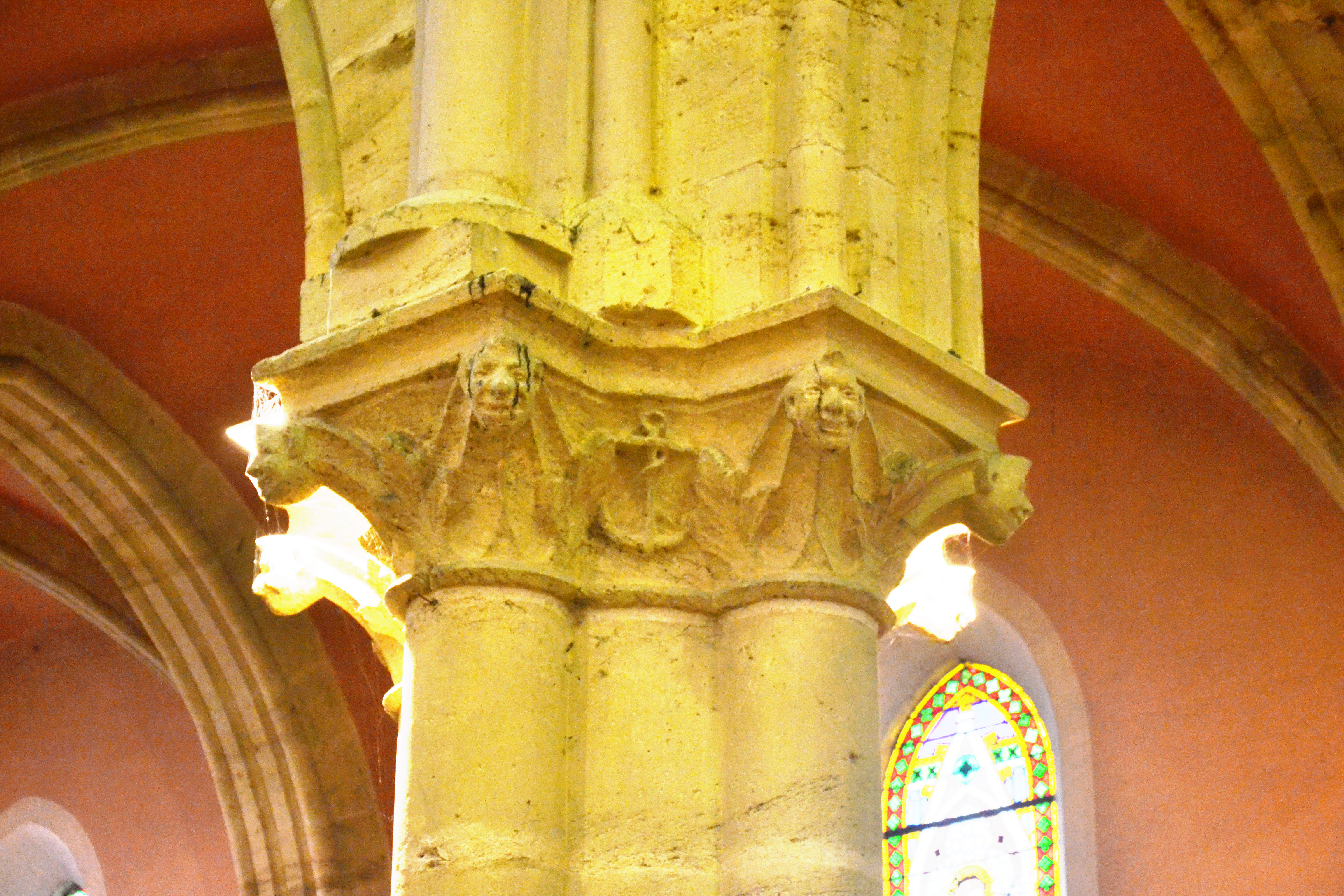
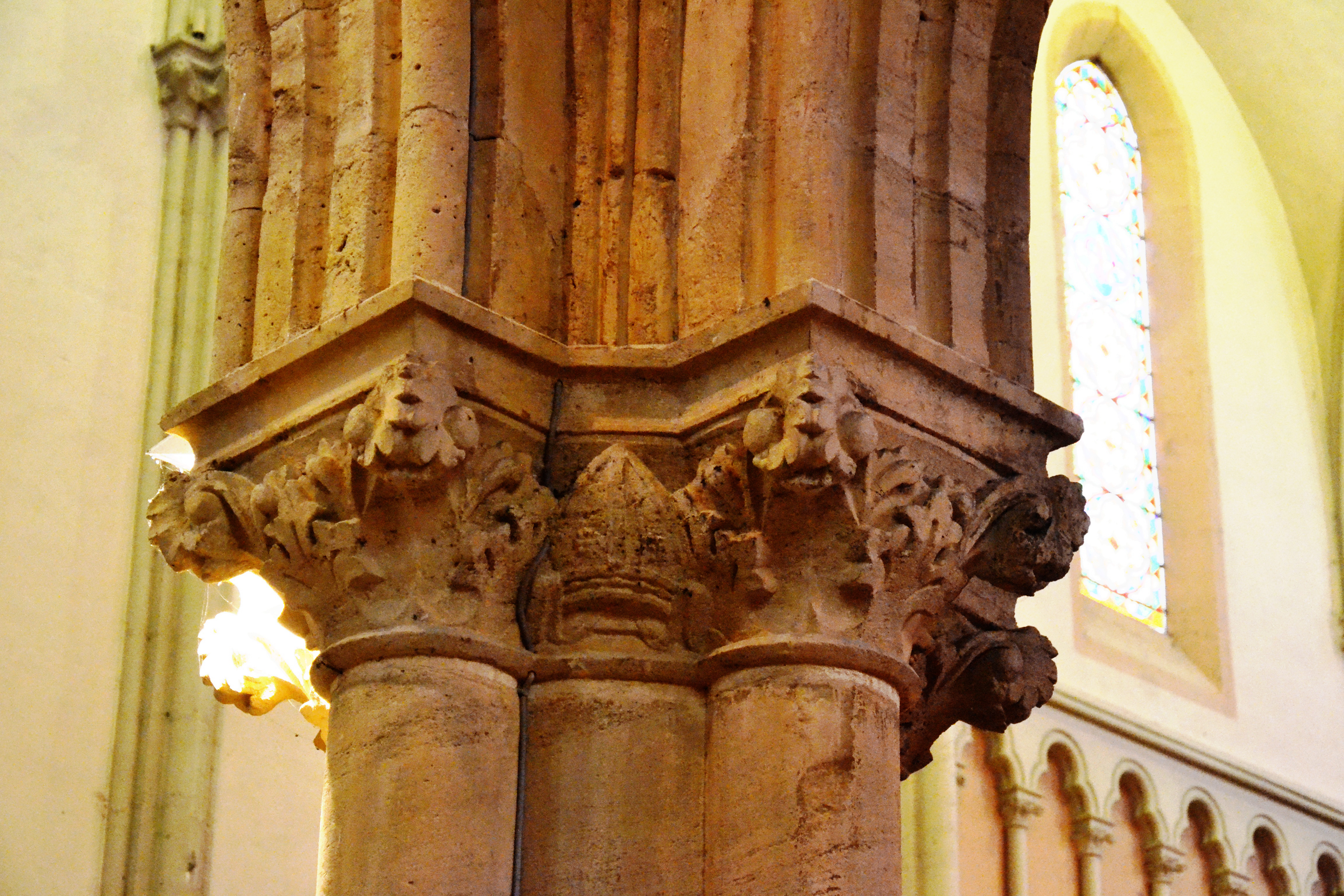
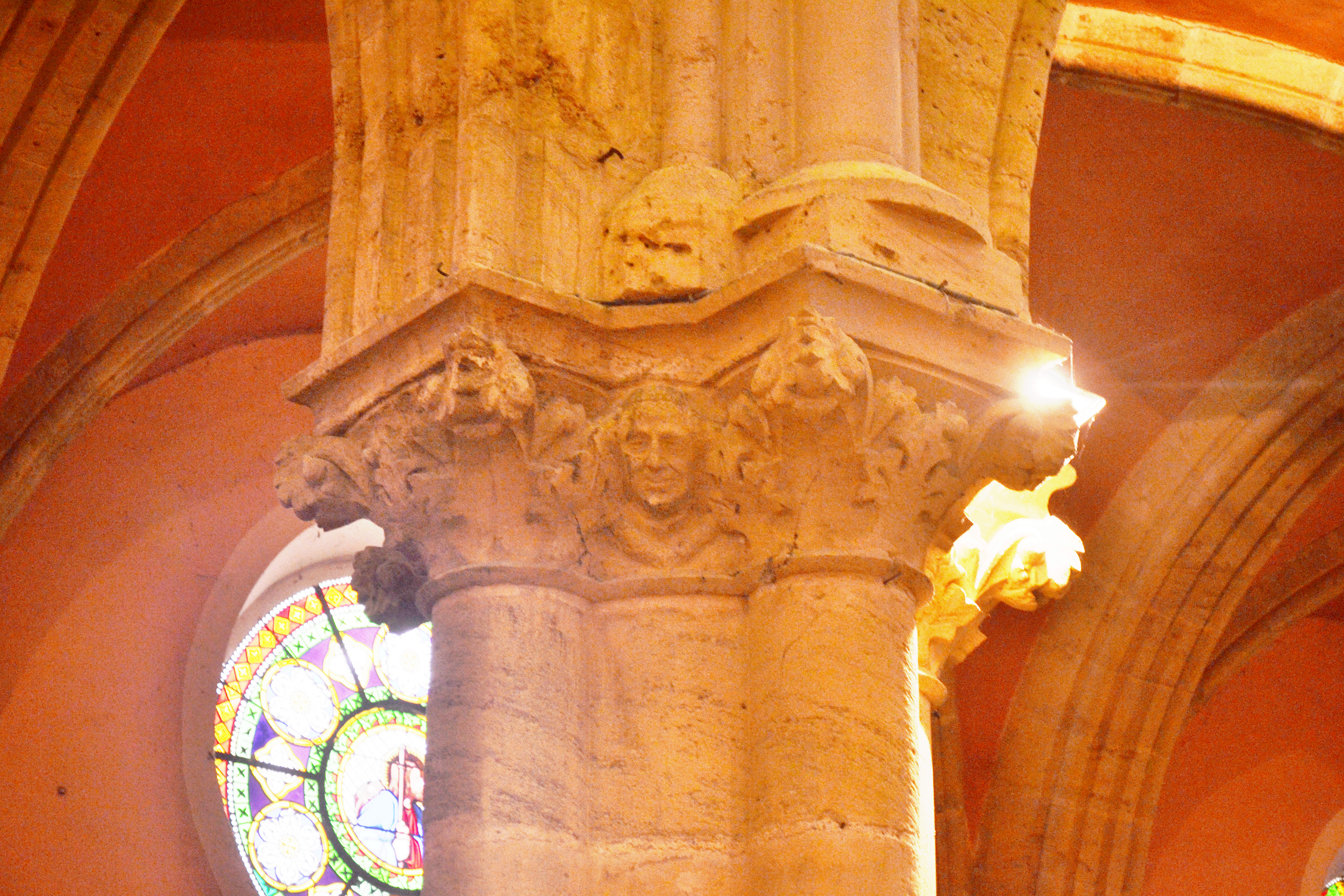
uns des chapiteaux sculptés représentant un notable local
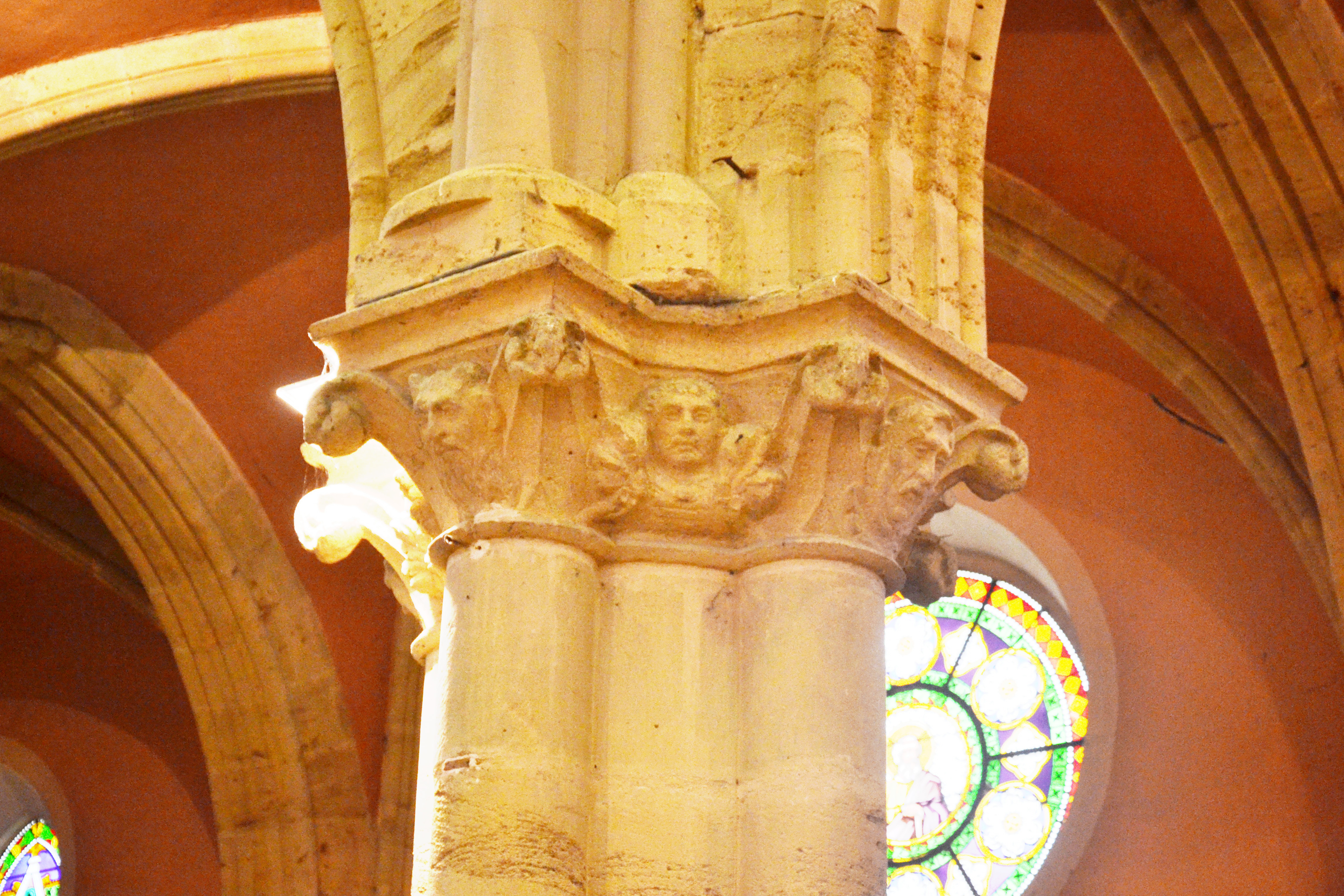
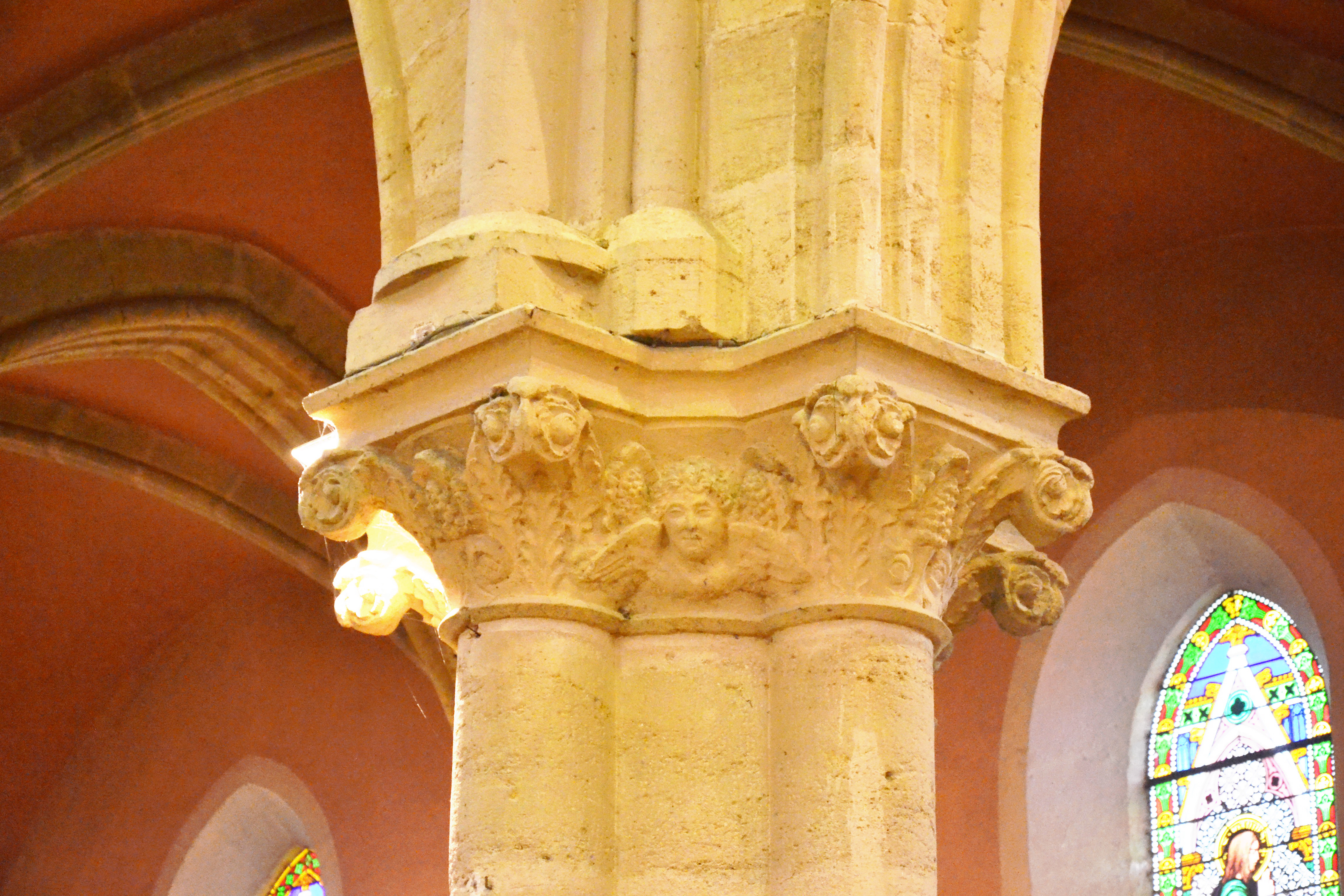

### Du décor sulpicien d'origine à l'orgue retable (1979-1988)
Les années 1970 marquent une fracture entre le décor sulpicien d'origine, abandonné vers plus d'austérité par les réformes du concile Vatican II, et le nouveau décor mis en place.
Les éléments iconographiques du décor d'origine vont disparaître, ne subsistent qu'une vierge en bois du XVIIIe siècle et un tableau de grande dimension, La Résurrection d'Alexandre Magenc, peintre régional, classée monument historique.

Un orgue crée par Daniel Birrouste est installé dans le choeur (1979-1988). Si l'orgue, œuvre particulièrement réussit, fait aujourd'hui l'unanimité, les panneaux peints qui forment le retable qui l'entourent, et caractéristique de l'œuvre particulière de Daniel Ogier, sont plus en contraste avec l'harmonie initial d'origine,.

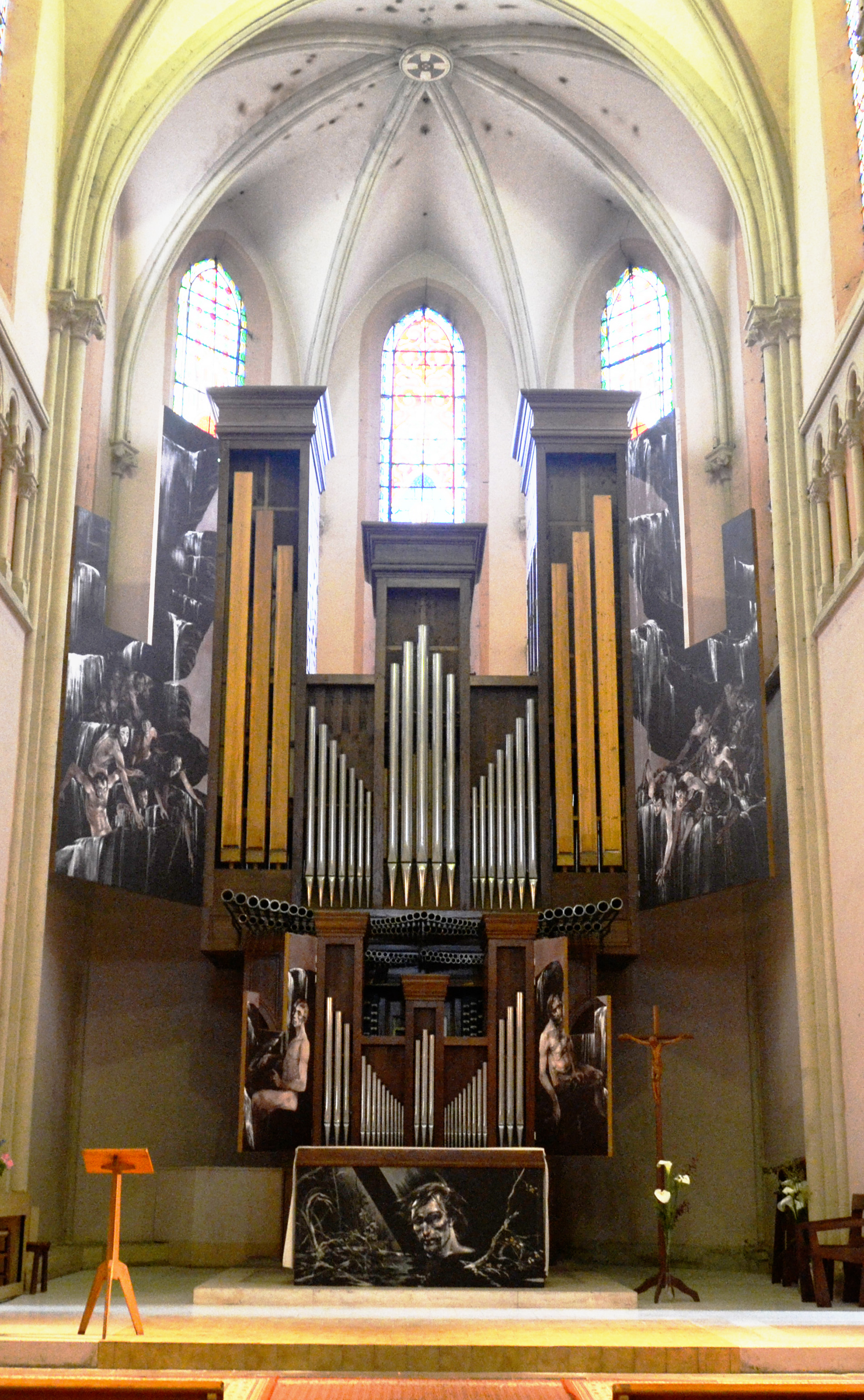
L'orgue retable
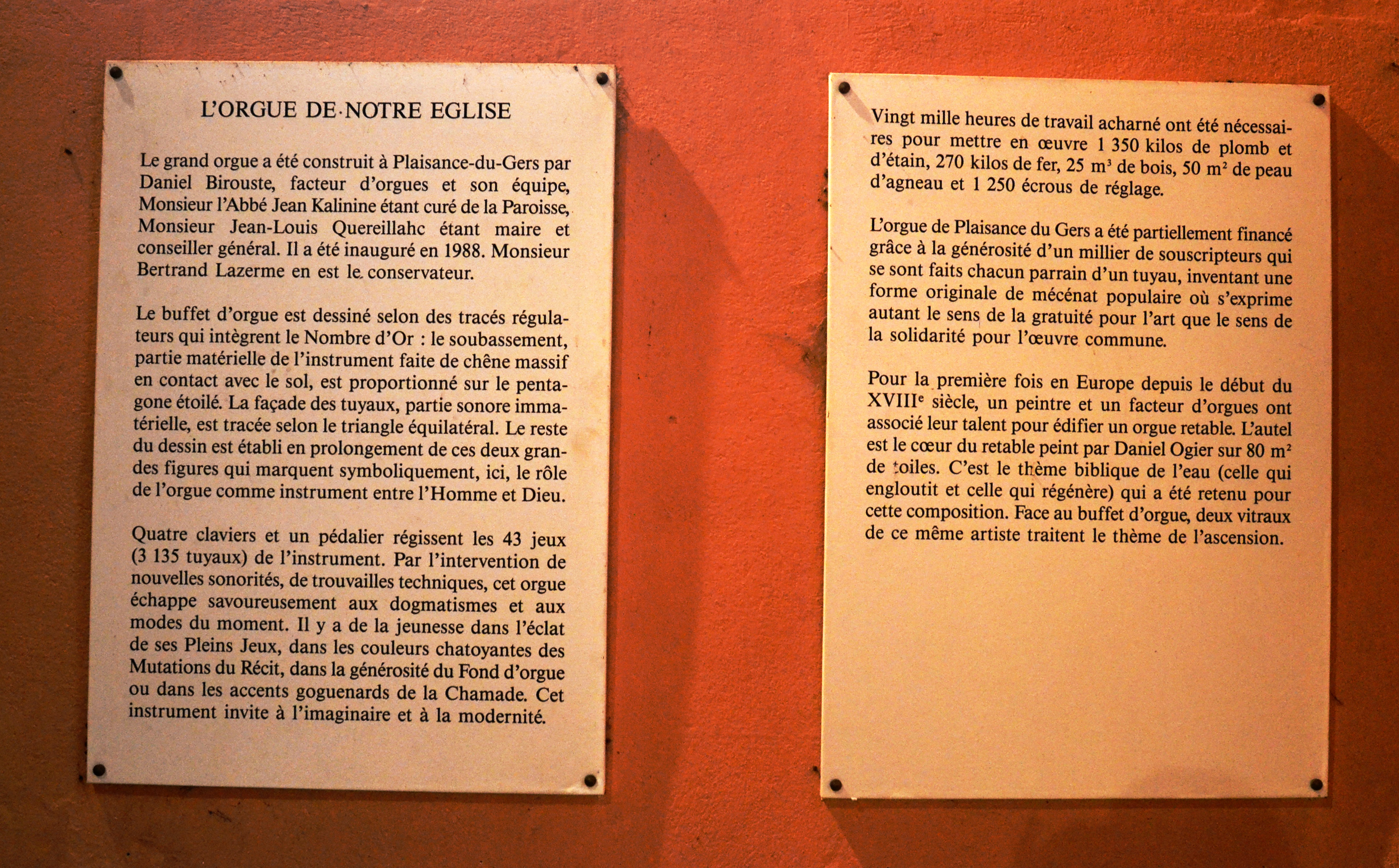
Informations sur l'orgue

### Les cloches de l'église (1866) et la flèche (1870)
Dans le cadre de la restauration de l’église, le 15 mai 2019, les trois cloches ont été descendues après 153 années passées dans le clocher. Pièces uniques en bronze, fabriquées en 1866 par la fonderie Dencausse. Elles furent mises en place en 1866, avant que la flèche de l’église ne fût terminée (1870).

#### Le bourdon
Cette cloche principale, fabriquée en 1866 par la fonderie Dencausse, a un diamètre de 1m35, une hauteur de 1m et une masse de 1400 kg.
Il est parrainé par les membres des deux grandes familles de Plaisance, Bernard-Adolphe Granier de Cassagnac (1806-1880), député maire de l’arrondissement de Mirande, fondateur de la branche connue des Cassagnac, présente à Plaisance lors de la seconde moitié du XIIe siècle et éteinte en 1966 au Couloumé, où l’on peut trouver au cimetière le caveau familial. Et Elmire Lanafoert-Doat (1809-1880), marchande d’art, épouse de l’avocat républicain et conseiller général du Gers Jean- François Doat, que l’on retrouve également sur la cloche moyenne. Famille présente à Plaisance depuis le XIIe siècle et toujours subsistante de nos jours. On peut apercevoir le caveau familial au vieux cimetière de Plaisance, à l’emplacement de l’ancienne église Saint-Quitterie, ainsi que la demeure familiale, rue de la Porte et Armagnac,.
Décor, Iconographie et mentions religieuse :
L’épigraphe religieuse et latine du bourdon a été écrite par le curé de Plaisance Jean-Pierre Palanque (1796-1867) « MAGNIFICAT ANIMA MEA DOMINUM, mon âme glorifie le Seigneur » 
En ce qui concerne l’iconographie du bourdon, nous relevons un Christ en majesté portant la croix ainsi qu’une femme prenant appui sur un croissant de lune. C’est la femme de l’Apocalypse, une représentation de l’Immaculée Conception de la Vierge Marie à laquelle l’église est dédiée.

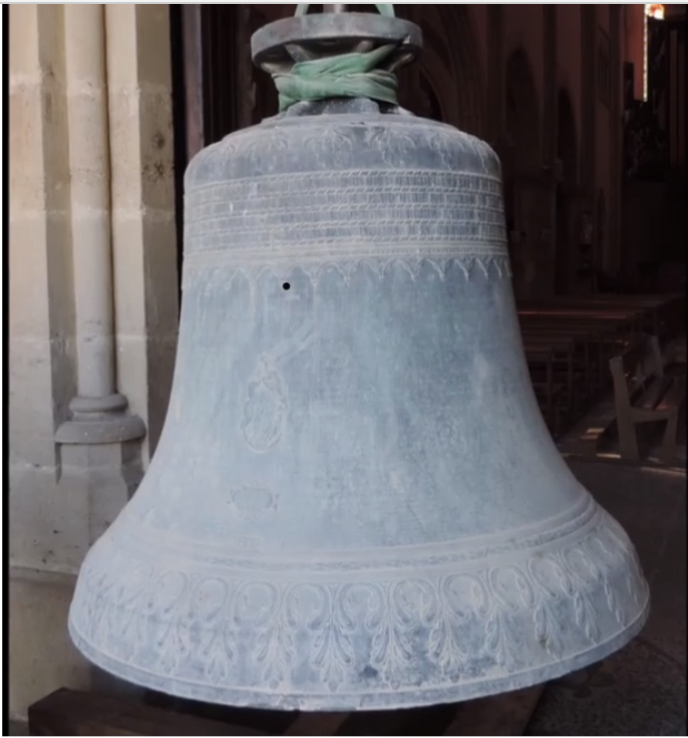
Cloche principale (bourdon).
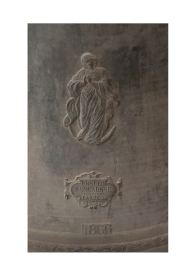
Détails de la cloche principale (bourdon).

#### La cloche moyenne
Munie d’une couronne d’anse, elle a un diamètre de 110 cm et une hauteur de 110 cm et une masse de 800 kg
Son parrain est Jean-Baptiste Bonnafont (1793-1873) ancien vicaire général du diocèse d’Auch, qui repose également dans la chapelle des prêtres au cimetière de Plaisance. Tandis que la marraine est Laure Bonnefont (1842-1913), fille de Jean-Marie Bonnafont (1792-1871) et de Jeanne Mathilde Bourcès (1807-1871). Les Bonnafont sont une vieille famille plaisantine avec des origines auvergnate qui s’installèrent à Plaisance au  XVIIIe siècle
Décor, iconographie et mentions religieuses :
L’épigraphe religieuse latine est la suivante :
« VOX DOMINI IN VIRTUTE » « La voix du Seigneur dans la vertu »
« VOX DOMINI IN MAGNIFICENTIE » « La voix du seigneur dans la louange »
Le décor et l’iconographie de la cloche sont semblables à ceux du bourdon. On peut admirer un Christ en majesté et de belles frises d’arcatures ogivales bordant la dédicace.

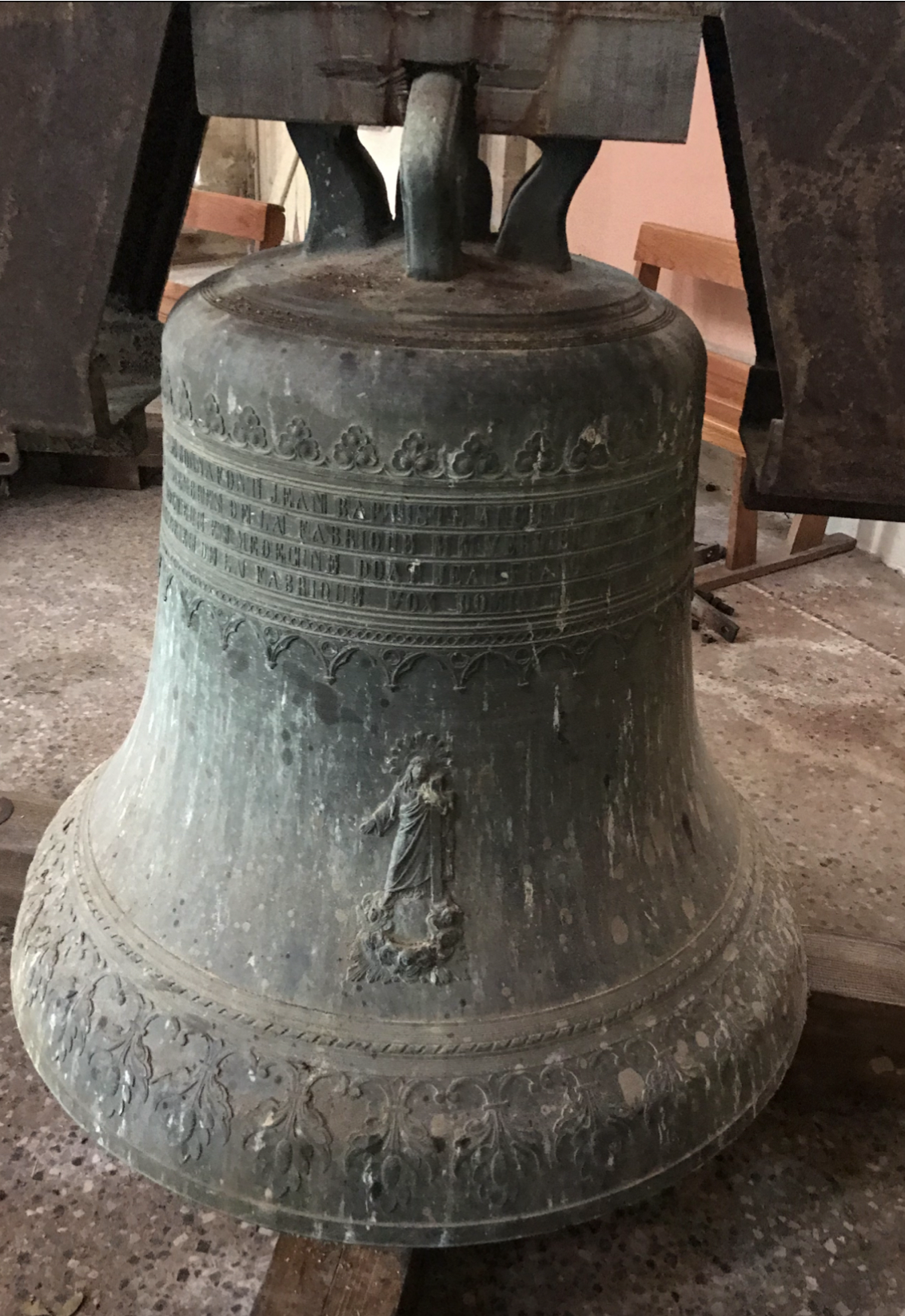
Cloche moyenne de l'église de Plaisance du Gers

#### La petite cloche
Munie également d’une anse traditionnelle, elle pèse 500 kg pour un diamètre de 94 cm et une hauteur de 93 cm
Son parrain est Jean-Baptiste Hugon, ancien avoué près la cour royale d’Agen, poète, natif d’Agen. Adjoint au maire dans la majorité bonapartiste de 1866-1870.
La marraine est Marie Lestrade, née en 1849 à Plaisance, fille de Léon Lestrade et petite fille de Jean-Baptiste Hugon.
Décor, iconographie et mentions religieuses : 
L’épigraphie religieuse latine est la suivante :
« SIT NOMEN DOMINI BENEDICTUM » « Béni soit le nom du Seigneur »
Nous trouvons une croix de crucifixion avec tous les attributs de la passion (éponge, couronne d’épines, marteau, pointes, tenailles, lance, échelle…). Des coins de bois assurent la stabilité de la croix qui domine des serpents qui grouillent à sa base. Le coq est perché sur la croix, symbole du reniement de saint Pierre.
Le décor est constitué d’un joli ruban de grappes de raisin et d’épis de blé bordant la dédicace.